# Borovnica
Pour l’article homonyme, voir Borovnica (Prozor-Rama).

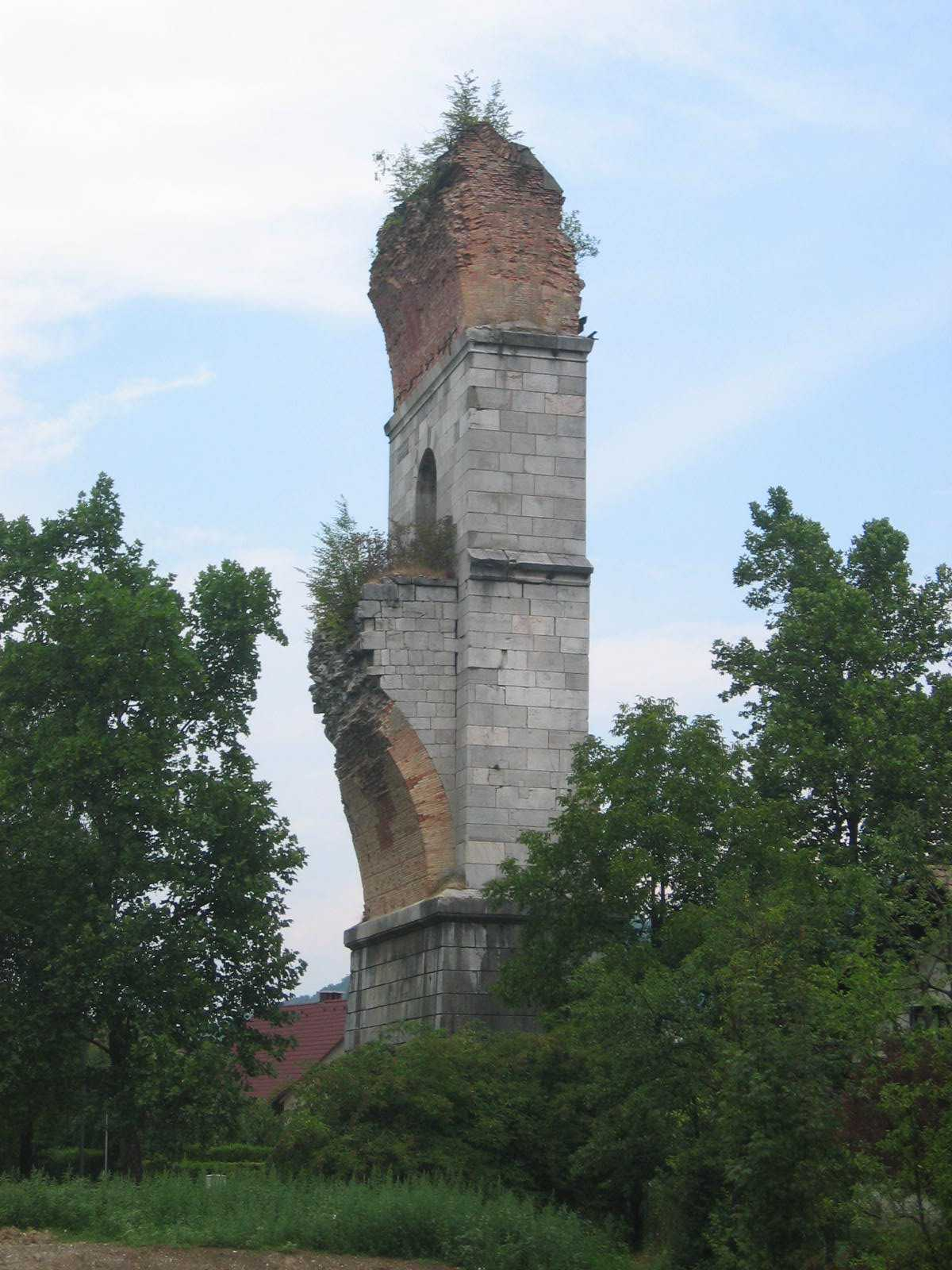
Vestige d’un ancien chemin de fer : pilier de pont de chemin de fer détruit durant la seconde guerre mondiale.

Borovnica (Allemand : Franzdorf) est une commune de Slovénie située à environ 20 km au sud-ouest de la capitale Ljubljana.

## Géographie

### Villages
Les villages composants la commune sont Borovnica, Breg pri Borovnici, Brezovica pri Borovnici, Dol pri Borovnici, Dražica, Laze pri Borovnici, Lašče, Niževec, Ohonica, Pako, Pristava, Zabočevo.

## Démographie
La population de la commune est assez faible avec environ 4 000 habitants.
Évolution démographique
| 1999  | 2000  | 2001  | 2002  | 2003  | 2004  | 2005  | 2006  | 2007  |
| ----- | ----- | ----- | ----- | ----- | ----- | ----- | ----- | ----- |
| 3 769 | 3 782 | 3 802 | 3 806 | 3 795 | 3 798 | 3 834 | 3 894 | 3 904 |
| 2008  | 2009  | 2010  | 2011  | 2012  | 2013  | 2014  | 2015  | 2016  |
| 3 921 | 3 933 | 3 948 | 3 984 | 3 993 | 3 992 | 4 153 | 4 250 | 4 275 |
| 2017  | 2018  | 2019  | 2020  | 2021  |       |       |       |       |
| 4 376 | 4 412 | 4 483 | 4 579 | 4 664 |       |       |       |       |